# Linia kolejowa Doudleby nad Orlicí – Rokytnice v Orlických horách
Linia kolejowa Doudleby nad Orlicí – Rokytnice v Orlických horách – jednotorowa, niezelektryfikowana linia kolejowa w Czechach, uruchomiona w 1906 roku. Łączy Doudleby nad Orlicí i Rokytnice v Orlických horách. W całości znajduje się w kraju hradeckim.